# سهره مورچه‌گیر
سهره‌های مورچه‌گیر (به انگلیسی: Antpeckers) (نام علمی: Parmoptila)، یک سرده از پرندگان دانه‌خوار کوچک از خانواده سهرگان ریز هستند. آنها در سراسر جنگل‌های گرمسیری غرب و مرکز آفریقا قرار دارند. سهره‌های این سرده دارای پیشانی سرخ‌رنگ هستند. این سرده سه گونه دارد.